# Karl Wilkes
Karl Wilkes (* 21. April 1895 in Nickenich; † 2. November 1954 in Düsseldorf) war ein deutscher Archivar.

## Leben
Wilkes besuchte das Gymnasium in Andernach und studierte anschließend Geschichte an der Universität Bonn. Von Mai 1915 bis 1917 war er als Soldat im Ersten Weltkrieg. 1921 wurde er mit einer Arbeit über die Zisterzienserabtei Himmerod bei Wilhelm Levison promoviert. 1929 wurde er mit der Herausgabe der Quellen zur Rechts- und Wirtschaftsgeschichte des Archidiakonats und Stiftes Xanten beauftragt. Seit 1935 war er Mitarbeiter der Archivberatungsstelle Rheinland. Nach dem Zweiten Weltkrieg zunächst kommissarischer Leiter der Trierer Stadtbibliothek, wurde er 1950 in Düsseldorf zum Landesoberarchivrat ernannt. 1952 wurde er Leiter der Archivberatungsstelle.

## Schriften (Auswahl)
- Die Zisterzienserabtei Himmerode im 12. und 13. Jahrhundert. Münster i.W., Aschendorff, 1924 (Beiträge zur Geschichte des alten Mönchtums und des Benediktinertums; 12).
- Denkschrift und Listen über den Kunstraub der Franzosen im Rheinland seit 1794. Kunsthistorisches Institut der Universität, Bonn 1935.
- Die Archivberatungsstelle und ihre Tätigkeit. In: Archivberatung, Familienforschung, Heimatgeschichte. 7. Archivnummer (1936), S. 514–534.
- Quellen zur Rechts- und Wirtschaftsgeschichte des Archidiakonats und Stifts Xanten. Bd. 1. Röhrscheid, Bonn 1937 (Veröffentlichungen des Xantener Dombauvereins; 3).
- Inventar des Archivs der evangelischen Gemeinde Duisburg. Duisburg, Hecker, 1941 (Inventare nichtstaatlicher Archive der Rheinprovinz; 1).
- Inventar des Archivs Schloß Bübingen (Kr. Saarburg). In: Trierer Zeitschrift für Geschichte und Kunst des Trierer Landes und seiner Nachbargebiete. Bd. 16/17 (1941/1942), S. 105–176.
- Inventar der Urkunden des Stiftsarchivs Xanten (1119–1449). Rheinlandverlag, Köln 1952 (Inventare nichtstaatlicher Archive; 2).
- Inventar der Urkunden des Archivs von Schloss Diersfordt bei Wesel. Bd. 1: 1272–1599. Essen 1957 (Inventare nichtstaatlicher Archive der Rheinprovinz; 5).
- mit Guido Rotthoff (Hrsg.): Die Stiftskirche des Hl. Viktor zu Xanten. Bd. 3,2: Die Baurechnungen der Jahre 1356 bis 1437. Deutscher Verlag für Kunstwissenschaft, Berlin 1957.